# یواس‌ان‌اس واتسون (تی-ای‌کی‌آر-۳۱۰)
یواس‌ان‌اس واتسون (تی-ای‌کی‌آر-۳۱۰) (به انگلیسی: USNS Watson (T-AKR-310)) یک کشتی بود که طول آن ۹۵۰ فوت (۲۹۰ متر) بود. این کشتی در سال ۱۹۹۷ ساخته شد.